# Friedrich-Ludwig-Jahn-Sportpark
Ne doit pas être confondu avec le Friedrich-Ludwig-Jahn-Stadion à Herford en Rhénanie-du-Nord-Westphalie
Le Friedrich-Ludwig-Jahn-Sportpark est un complexe sportif dans le district de  Pankow à Berlin qui accueille le stade Friedrich-Ludwig-Jahn, avec qui il est souvent confondu en pratique.
Le site est entouré au sud par la Eberswalderstrasse, au nord par la Max-Schmeling-Halle, à l’ouest par le Mauerpark (qui fit partie du mur de Berlin).
Avec 20 000 places assises, le stade est le 3e plus grand de la capitale allemande, après l’Olympiastadion et le stadion An der Alten Försterei.
Le site comporte des installations pour la pratique de plusieurs disciplines.
Il est employé par la réserve du Hertha Berlin et le Berliner FC Dynamo.

## Histoire

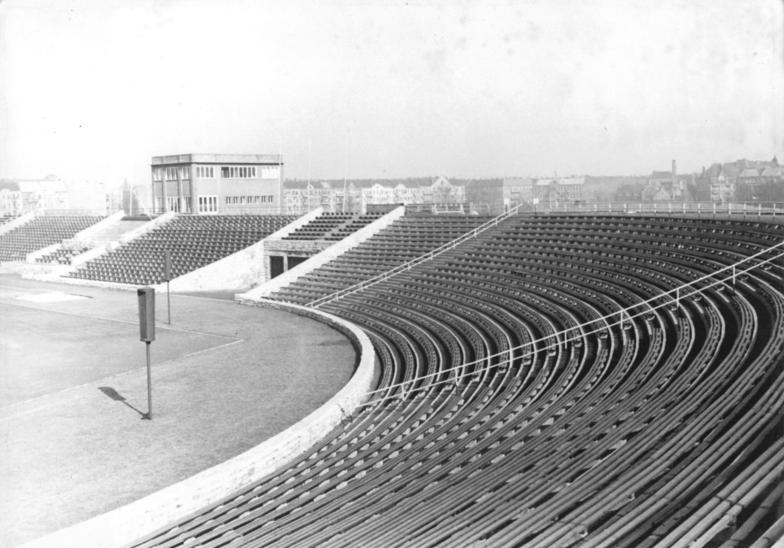
Le Friedrich-Ludwig-Jahn-Sportpark en 1954.

À partir de 1825, la zone ou se trouve le stade fut utilisée pour l'entrainement et le drill par un régiment de garde de l'armée prussienne. Quelques maisons d'habitations furent construites à cet endroit mais cela ne dura pas car le site fut ensuite consacré à la pratique du sport. Entre 1892 et 1904, le Hertha BSC Berlin joua à cet endroit. La ville de Berlin acheta le terrain en 1912 et commença à l’aménager l’année suivante.
Après la Seconde Guerre mondiale et la partition de la ville en secteurs contrôlés par les Alliés, l’endroit se retrouva dans le secteur soviétique et donc en RDA à partir de 1949.
Un stade de football doté d’une piste d'athlétisme pouvant accueillir 30 000 spectateurs fut construit en vue d'héberger le festival mondial de la jeunesse en 1951. D'abord appelé « Berliner Sportpark », le site fut renommé Friedrich-Ludwig-Jahn-Sportpark, par les autorités communistes en l'honneur du centenaire de la naissance de Friedrich Ludwig Jahn, considéré comme le « père » de la Gymnastique en l'Allemagne.
En 1988, le stade fut rénové et sa capacité réduite à 20 000 places.

## Utilisations
De 1963 à 1989, le stade accueillit la Journée Olympique de l'Athlétisme, copié sur l'évenement similaire annuel organisé dans la partie Ouest de la ville. Ce meeting connut l'amélioration de quelques records du monde comme celui du Lancer du javelot de Uwe Hohn (104 m80), le 20 juillet 1984, le premier jet à plus de 100 m.
Le club de DDR-Oberliga du Berliner FC Dynamo disputa ses rencontres à domicile au F-L. Jahnstadion. L'enceinte hébergea dix rencontres de la sélection nationale est-allemande entre 1951 et 1990, y inclus la rencontre du 13 mars 1974 qui se solda par une victoire record (5-2) contre la Belgique, devant 30.000 spectateurs.
Le stade vit aussi se produire l'équipe de Football américain de Berlin Thunder (NFL Europe) lorsque l'Olympiastadion n'était pas disponible.
Pour des raisons de sécurité, l'équipe Réserve du Hertha BSC Berlin emploie ce stade lorsqu'une assistance plus importante est attendue. La finale de la « Berliner Pokal » y est jouée chaque saison.
En juillet 2006, le Hertha Berlin y joua deux rencontres européennes. D'une part la demi-finale de Coupe Intertoto contre le FK Moscou (0–0) devant 8 500 personnes puis le match de qualification pour la Coupe de l'UEFA, contre le FC Ameri Tbilisi (1–0).
L’enceinte fut aussi le théâtre de quelques concerts dont un de Michael Jackson.
Il accueille la finale de la Ligue des champions féminine de la saison 2014-2015.